# Krnica (Marčana)
Krnica (tal. Carnizza) je mjesto u općini Marčana, u Istarskoj županiji.

## Zemljopisni položaj
Nalazi se na 195 m nadmorske visine. Luka Krnica (Porat) njen je obalni produžetak. U mjestu se nalazi pošta, trgovina i nekoliko kafića. U blizini Krnice nalazi se nekoliko pitoresknih mjesta: Rakalj, Mutvoran, Peruški, Kavran, Barban, Marčana.
Okolica Krnice pogodna je za jahanje, šetnje, brdski biciklizam, plivanje, ronjenje, vožnju barkom ili brodom.

## Povijest
Arheološki nalazi svjedoče o nastanjenosti ovog područja u prapovijesti i rimskom dobu. Po nekim izvorima, Krnica je zapravo nekadašnja Faveria, izgrađena 2 km uzbrdo, iznad luke Krnički Porat, od straha od morskih osvajača. U rimsko doba, tuda je prolazila Via Flanatica, cesta koja je vodila iz Pule prema Liburniji. Rimljani su u blizini izgradili nekoliko građevina, uključivši i utvrdu kojoj je bila glavna zadaća nadgledanje ceste. 1903. godine u jednoj špilji nedaleko Krnice, pronađen je sanduk pun zlatnog i brončanog novca iz rimskog doba. Samo ime, Krnica, se po nekim istraživanjima vezuje uz keltsku riječ KAR, što znači kamen. Prvi puta je spomenuta 1243. godine. Nakon toga, zbog ratova i kuge, mjesto je bilo napušteno, dok se veće naseljavanje mjesta veže za 1520. godinu kada su je tadašnji doseljenici, izbjeglice iz Dalmacije, nazvali “Sveta Marija Krnička”, a potom Krnica.

## Kultura
Sv. Roko (Rokova) - kulturni događaj koji se organizira 16.08. svake godine i koji okupi više od 500 ljudi, mještani Krnice nisu zadovoljni zbog toga što se Krnica kao jedno selo od 400-tinjak stanovnika toliko ne bavi kulturnim događajima poput susjednog sela Raklja je od ljeta 2009. počelo s Rakljanskim kulturnim ljetom, gdje ljudi cijelo ljeto mogu naci svoj kutak za kulturu. No, Krnica ostaje na jedinom velikom događaju, Rokovi.
Istrijanski Underground Demofest - ovaj se događaj, od zime 2008. odvija u i izvan prostorija DVD-a (dobrovoljnog vatrogasnog društva) koji organizira BIS Udruga sa suradnjom Općine Marčana. Na tom "festu" nastupaju mlade pjevačke nade, grupe i kantautori...Ovaj događaj odvija se 2 puta godišnje, ljeti i zimi.

## Promet
Promet, kao takav, nije gust i nema značajnih gužvi. Po ljeti, kao i u svakom mjestu bude prometno, no kolona nema.

## Stanovništvo
Prema popisu stanovništva iz 2011. godine, naselje je imalo 286 stanovnika.
| broj stanovnika | 784   | 965   | 422   | 393   | 359   | 451   | 1793  | 1904  | 480   | 446   | 413   | 357   | 308   | 296   | 296   | 286   | 275   |
|                 | 1857. | 1869. | 1880. | 1890. | 1900. | 1910. | 1921. | 1931. | 1948. | 1953. | 1961. | 1971. | 1981. | 1991. | 2001. | 2011. | 2021. |

Napomena: U 1857., 1869., 1921. i 1931. sadrži podatke za naselja Cokuni, Mali Vareški, Mutvoran, Pavićini, Peruški, Prodol, Šegotići i Veliki Vareški, a u 1948. dio podataka za naselje Prodol.

## Poznate osobe
- Herman Buršić, hrv. profesor, povjesničar i publicist
- Ljubo Brgić, pjesnik i prozaist

## Sport
- Nogometni Klub Pomorac